# 劉直得
刘直得（?—?），东汉汉章帝长子清河王刘庆之女，汉安帝之妹。
建光元年（121年）四月丁巳，汉安帝册封妹妹刘直得为平氏长公主。
刘直得嫁给了征羌侯来定。来定是开国功臣来歙的玄孙、来历的儿子，汉顺帝时担任虎贲中郎将。